# Recesión económica de Venezuela de 2009-2010
La recesión económica de Venezuela de 2009-2010 se refiere a la contracción del producto interno bruto que este país experimentó en el segundo trimestre de 2009. Además de la recesión económica, Venezuela presenta desde el 2005 la mayor inflación de la región, entrando efectivamente en un período de "estanflación".
Después de experimentar crecimiento del PIB por 22 trimestres seguidos, la economía de Venezuela, altamente dependiente de la exportación de petróleo, se vio afectada por la Gran Recesión, al igual que la mayor parte de los países del continente americano. Sin embargo, a diferencia del resto, se pronosticó que Venezuela sería la única economía de América que continuará en recesión en el 2010, con la excepción de Haití, que fue afectada por un fuerte terremoto a inicios del año.
El gobierno de Hugo Chávez culpó de la recesión a los bajos precios del petróleo, así como a efectos remanentes de la crisis mundial. Opositores a Chávez y representantes de las empresas y la industria responsabilizaron a Chávez por la crisis, acusándolo de destruir la economía al llevar adelante medidas de carácter socialista, entre las que destacan: un rígido control de cambio de moneda extranjera, los controles de precios de productos básicos, y una serie de nacionalizaciones de diversas industrias que el Estado considera estratégicas. Entre otros factores que estuvieron lastreando la economía venezolana también destacan una grave crisis energética, la caída en la demanda del consumidor, y la caída de las inversiones.
A mediados de 2010, poco después de que estallase el escándalo del caso PDVAL, Chávez declaró la "guerra económica" contra la empresa privada, a la que acusó de promover la inflación para desestabilizar su gobierno. Se ensañó especialmente con las Empresas Polar, la mayor compañía de alimentos de Venezuela, y amenazó con nacionalizarla.
A partir del 2017 se declararía la hiperinflación más grande en la historia de Latinoamérica luego de haber pasado por 2 Boom petroleros, el endeudamiento durante el quinquenio 2005 - 2010 hizo implosión el 2017 al no poder pagar bonos vencidos y una caída en la producción de petróleo. Otros factores que también propiciaron esta situación fueron las expropiaciones, el aumento de la deuda pública, los problemas judiciales perdidos, la venta de refinerías en el exterior, la deuda a China y Rusia, el ahogamiento de la industria nacional, el control de cambio y la corrupción, la mala gerencia y la falta de mantenimiento del sistema eléctrico nacional.

## Años previos
El presidente Chávez aprovechó una bonanza producida por precios ascendentes del petróleo para invertir en las llamadas "Misiones bolivarianas", programas sociales destinados a los sectores pobres del país. De esta manera, Chávez incrementó el gasto público de un 20% del PIB a un 30%. Después de ser reelecto en las elecciones de 2006, Chávez anunció la radicalización de su llamada "Revolución bolivariana", declarándola abiertamente socialista, e iniciando la nacionalización de diversas industrias. Sin embargo, en el 2008, con la llegada de la Gran Recesión, el crecimiento de la economía venezolana se desaceleró por primera vez desde el 2004, creciendo 4.8%, en comparación con el 8.4% del 2007, a pesar de que el promedio del precio del petróleo fue de 84 dólares estadounidenses (US$) por barril.
Ante la rápida caída de los precios del petróleo, en noviembre de 2008, la Asamblea Nacional calculó el presupuesto de su país basado en US$ 60 por barril. Además, se puso más énfasis en mejorar el trabajo del SENIAT, organismo recaudatorio de impuestos. Aunque algunos analistas aseguraron que Chávez se encontraría en aprietos para mantener los programas sociales y la ola de nacionalizaciones que estaba llevando a cabo, otros se mostraron confiados en que la denominada Revolución bolivariana tendría aún un margen de maniobra, resaltando el hecho de que 2 años antes el barril de petróleo estaba en US$ 40, y las llamadas "Misiones bolivarianas" ya estaban operando. Todos resaltaron que Chávez había logrado hacer frente al paro petrolero de 2002, donde la situación económica fue más crítica.

## 2009
En enero de 2009, el precio del barril de petróleo había bajado a US$ 40, después de haber alcanzado un máximo de US$ 140 seis meses atrás. Sin embargo, Venezuela entró en recesión en el tercer trimestre, y terminó el año con una contracción de la economía de 3.3%, y una inflación anual de 25.1%; defraudando las expectativas del Ministro del Poder Popular para Economía y Finanzas, Alí Rodríguez Araque, quien estimó un crecimiento del PIB de 6%, y una inflación de 15% para todo el año. Rodríguez culpó a los bajos precios del petróleo y al cumplimiento de los recortes de producción decretados por la OPEP por la recesión.  Ese mismo año estalló la Crisis bancaria de 2009 en Venezuela en donde se se intervinieron siete bancos, que representan alrededor del 12% del total de depósitos del país y se dio a conocer el Caso Fernández Barrueco.

## 2010

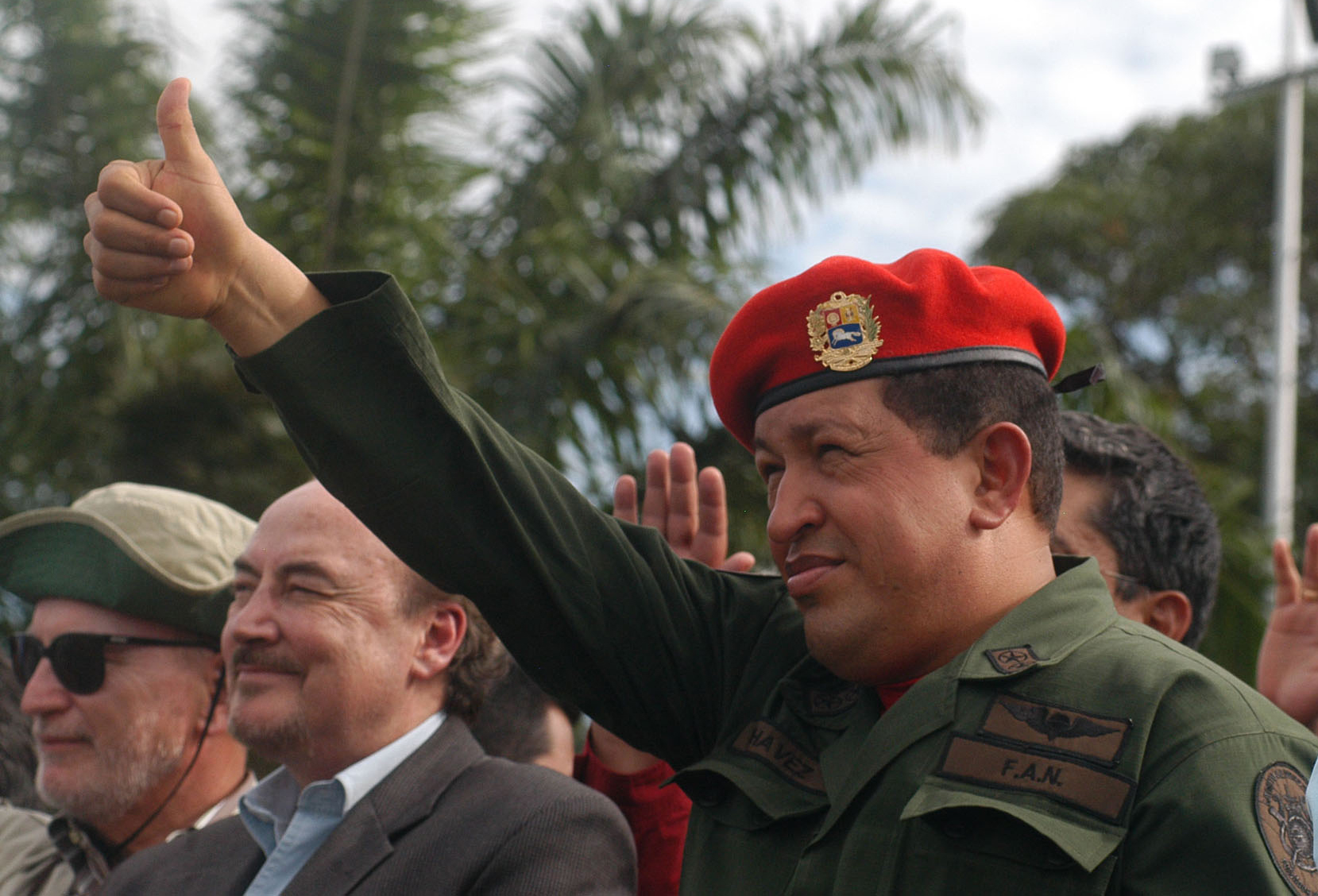
Hugo Chávez en 2010.

Desde el 2003, la tasa de cambio oficial del bolívar frente al dólar estadounidense y el euro ha sido controlada por el gobierno. De esta manera, los venezolanos no pueden acceder libremente a cualquier moneda extranjera, sino que lo hacen a través de Cadivi, un organismo gubernamental que limita la cantidad de dólares y euros que las personas pueden adquirir al año. Las empresas no poseen este límite, pero solamente pueden adquirir moneda extranjera a la tasa de cambio oficial siempre y cuando los utilicen para importar productos que el gobierno considere "esenciales".
El 9 de enero, Chávez anunció la devaluación del bolívar venezolano (BsF.), la primera medida de este tipo desde el 2005, cuando el valor del bolívar frente al dólar fue fijado en BsF. 2.15 por US$ 1. Ahora se estableció una tasa de cambio dual para las empresas: para la importación de productos considerados "prioritarios", el valor fue fijado en BsF. 2.60 por dólar; para otros productos considerados no tan prioritarios, la tasa de cambio fue fijada en BsF. 4.3 por dólar. Los productos no incluidos en estas dos categorías, no podrían ser importados a través de Cadivi. El dólar que pueden comprar los venezolanos como personas naturales fue establecido también en BsF/US$ 4.3, y recibieron aún mayores limitaciones en la cantidad de moneda extranjera que pueden recibir anualmente.
No obstante, si una empresa deseaba importar productos fuera de Cadivi, o un venezolano quería adquirir más dólares o euros, podía acudir al llamado mercado del dólar permuta, donde el cambio del bolívar frente al dólar se manejaba a un precio hasta tres veces superior al oficial.
En el primer semestre del 2010, el PIB de Venezuela se contrajo en 3.5%, totalizando cinco trimestres consecutivos sin crecimiento. A pesar de esto, el gobierno cree que la economía crecerá entre 0.5% y 1%, contradiciendo a otros expertos, que indican que la contracción será superior al 2%. La Comisión Económica para América Latina y el Caribe pronosticó que la economía venezolana se contraerá en 3%. Sin embargo la economía solo decreció 1,4% y creció 0,6% en el último trimestre de 2010.
El 3 de junio, luego de que trabajadores de las Empresas Polar ocuparán las instalaciones de una planta en Barquisimeto, como medida de resistencia frente al intento del gobierno de expropiarlas, el presidente Chávez declaró el inicio de una "guerra económica".